# The Best Kids... Ever!
The Best Kids... Ever! – jest to 12. pozycja z cyklu „The Best... Ever!”. Tym razem na czterech płytach znajdują się piosenki dla dzieci.
Album w Polsce uzyskał status potrójnej platynowej płyty.

## Lista utworów

### CD 1
1. Krzysztof Marzec i Fasolki – „Pan Tik-Tak”
2. Akademia pana Kleksa – „Kaczka dziwaczka”
3. Budzik – „Latający odkurzacz”
4. Lady Pank – „Dwuosobowa banda”
5. Domisie – „Domisie na dzień dobry”
6. Ewa Złotowska – „Co się stało z Pszczółką Mają”
7. Natalia Kukulska – „Puszek okruszek”
8. Majka Jeżowska – „A ja wolę moją mamę” (muzyka Majka Jeżowska, słowa Agnieszka Osiecka)
9. Tęczowy Music Box: Gabrysia Owsiak (zespół Tęcza) – „Jestem Gabrysia”
10. Zygzaki – „Idę w tany bez mamy”
11. Zbigniew Wodecki – „Pszczółka Maja”
12. Kulfon i Monika – „Kulfon, co z Ciebie wyrośnie?”
13. Dzieci z Domowego Przedszkola – „Kolorowe kredki”
14. Magda Fronczewska – „Myszka widziała ostatnia”
15. Fasolki – „Witaminki dla chłopczyka i dziewczynki”
16. Kaczki z Nowej Paczki – „Dziubdziub”
17. Króliczek Titou – „Kuku, Titou”

### CD 2
1. Wesołe Nutki – „Stary niedźwiedź mocno śpi”
2. Korniki – „Zielone żabki”
3. Majka Jeżowska – „Guma do podskoków”
4. Gawęda – „A ja mam psa”
5. Domisie – „Domisiowa skakanka”
6. Natalia Nocoń i Biedronki – „Dźwiękołapka”
7. Rass Tomi i Dzieciuff Squad – „Piosenka skakanka”
8. Zespół Dziecięcy Gong – „Koci, koci łapci”
9. Michał Bajor – „Na straganie”
10. Piotruś Wieczorek i Kasia Szczęsna (Fasolki) – „Domowa piosenka”
11. Arfik – „Jak ja się nazywam”
12. Kasia Klich – „Kółko graniaste”
13. Wesołe Podwórko – „Każdy swoje imię ma”
14. Karolina Erol i Radiowe Nutki – „Najłatwiejsze ciasto w świecie”
15. Ola Pawłowska – „Kropka”
16. Zespół Dziecięcy Gong – „Wlazł kotek na płotek”
17. Tomek Góralski i Dominik Fołta – „Chciałbym być kowbojem”

### CD 3
1. Domisie – „Łazienkowe czary-mary”
2. Asia Siedlicka i Kasia Murawska (Fasolki) – „Mydło lubi zabawę”
3. Wesołe Podwórko – „Z jak zdrowie”
4. Wesołe Nutki – „Pieski małe dwa”
5. Wesołe Podwórko – „Idą buty do przedszkola”
6. Joanna Jabłczyńska i Fasolki – „Myj zęby”
7. Wesołe Podwórko – „Piosenka o czasie”
8. Wesołe Podwórko – „Zabawa w chodzenie”
9. Wesołe Podwórko – „To auto, a to auta dwa”
10. Korniki – „Cztery zielone słonie”
11. Wesołe Podwórko – „Hartuj ciało”
12. Kasia Klich – „Stokrotka”
13. Wesołe Nutki – „Jadą, jadą misie”
14. Aktorzy Teatru Rampa – „Lekcja języków”
15. Wesołe Podwórko – „Dzieci i światła”
16. Zespół Dziecięcy Gong – „Krasnoludki”
17. Gawęda – „Bugi -ługi dla papugi”
18. Jacek Jarosz – „Do trzech razy sztuka”
19. Ewa Bem – „Znaki drogowe”
20. Korniki – „Alfabetynka”

### CD 4
1. Magda Umer & Grzegorz Turnau – „Bajka iskierki”
2. Anita Lipnicka – „Uśnijże mi, uśnij”
3. Magda Umer – „Śpij kochanie”
4. Marek Grechuta – „Śpij – bajki śnij”
5. Ewa Bem – „Idzie niebo ciemną nocą”
6. Justyna Steczkowska – „Już idziemy spać”
7. Arfik – „Zwyczajna kołysanka”
8. Krzysztof Krawczyk – „Dla Krzysia”
9. Orkiestra Dni Naszych – „Kołysaneczka”
10. Zespół Dziecięcy Gong – „A, a, kotki dwa”
11. Zuzia Czerniak – „Smutna kołysanka”
12. Grzegorz Turnau – „W muszelkach Twoich dłoni”
13. Wesołe Podwórko – „Kocia kołysanka”
14. Kornelia Włodarczyk i Rass Tomi & Dzieciuff Squad – „Kołysanka dla Fryderyka”
15. Kasia Liebhen i Lenka Zuchniak (zespół Tęcza) – „Piosenka do poduszki”
16. Majka Jeżowska – „Kołysanka dla Michałka”
17. Seweryn Krajewski – „Kołysanka dla Okruszka”